# Station Saint-Rémy-lès-Chevreuse

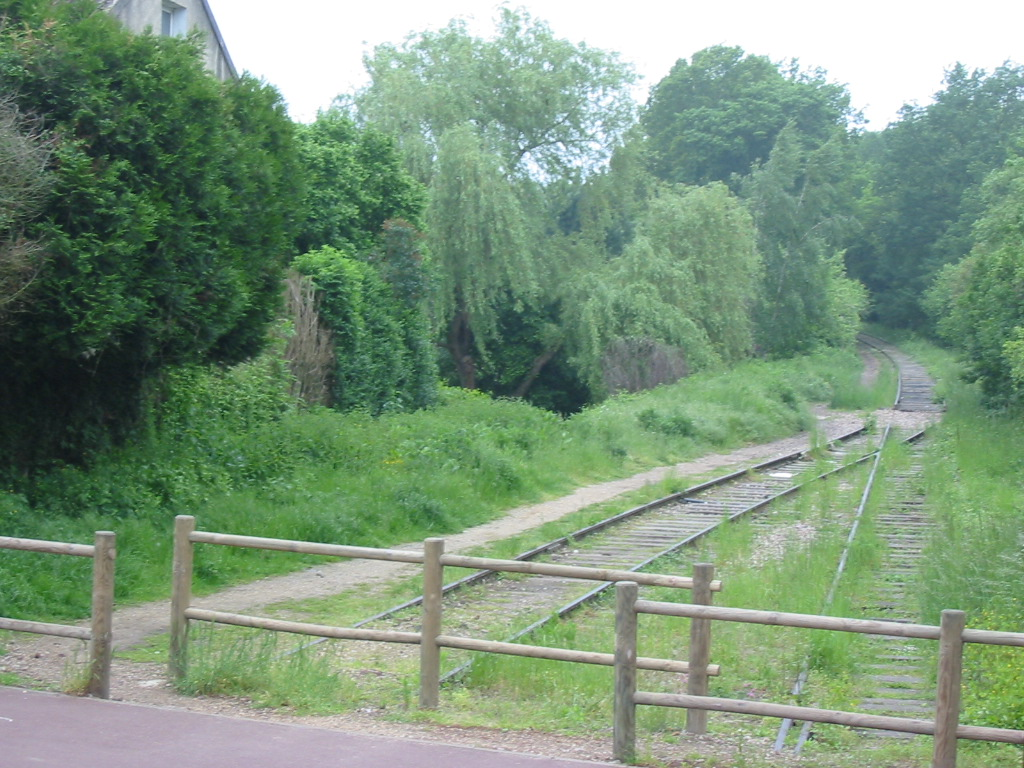
Het enige spoor dat verder liep naar het station van Limours

Saint-Rémy-lès-Chevreuse is een station in de gemeente Saint-Rémy-lès-Chevreuse die ten zuiden van de Franse hoofdstad Parijs ligt. Het station is onderdeel van het RER-netwerk en is eigendom van het Parijse vervoersbedrijf RATP. Het ligt aan lijn B en is tevens het eindpunt van het traject.

## Geschiedenis
Het station werd officieel in 1867 geopend en in gebruik genomen. Tot mei 1939 heeft de spoorlijn Paris-Luxembourg - Limours die via het station reed, dienstgedaan tot Limours. Dat stuk liep van Saint-Rémy-lès-Chevreuse via Les Molières en Boullay-les-Troux naar het station van Limours.
De perrons van het station zijn in 2004 geheel gerenoveerd om de toegankelijkheid voor gehandicapten te verbeteren. Het spoor en de bovenleidingen werden vernieuwd en het spoor in de richting van Limours werd afgesloten.

## Overstapmogelijkheden
Er kan overgestapt worden op 13 buslijnen die onderdeel zijn van de busbedrijven SAVAC en Sqybus. Ook de Parijse Noctilien rijdt tussen Châtelet en het RER-station. Noctilien is onderdeel van RATP en rijdt alleen in de nacht.

## Trivia
- Saint-Rémy-lès-Chevreuse ligt in zone 5 van de Carte Orange
- Het station telt twee perrons
- Tussen Saint-Rémy en het centrum van Parijs (Châtelet - Les Halles) bedraagt de reistijd ca. 40 minuten
- Op 9 december 1977 werd het station het eindpunt van RER B.

## Vorig en volgend station
| Richting    | Vorig station | Lijn  | Volgend station      | Richting                                             |
| ----------- | ------------- | ----- | -------------------- | ---------------------------------------------------- |
| Eindpunt B4 | Eindpunt      | RER B | Courcelle-sur-Yvette | Aéroport Charles de Gaulle 2 TGV B3 Mitry - Claye B5 |